# Novamundoniscus singularis
Novamundoniscus singularis är en kräftdjursart som beskrevs av Lemos de Castro 1967. Novamundoniscus singularis ingår i släktet Novamundoniscus och familjen Dubioniscidae. Inga underarter finns listade i Catalogue of Life.